# Hermbstaedtia rogersii
Hermbstaedtia rogersii är en amarantväxtart som beskrevs av Burtt Davy. Hermbstaedtia rogersii ingår i släktet Hermbstaedtia och familjen amarantväxter. Inga underarter finns listade i Catalogue of Life.